# Dag Otto Lauritzen
Dag Otto Lauritzen (Grimstad, 12 september 1956) is een voormalig Noors wielrenner. Lauritzen begon op latere leeftijd aan zijn wielrencarrière. Na een parachutesprong waarbij de parachute niet goed openging, begon hij als revalidatie met wielrennen.

## Carrière
Hij werd gedurende zijn carrière tweemaal individueel Noors kampioen op de weg. In 1983 werd hij samen met Morten Sæther, Jon Rangfred Hansen en Tom Pedersen nationaal kampioen in de ploegentijdrit. Verder won hij etappes in de Ronde van Spanje en de Ronde van Frankrijk, een etappe in de Ronde van Oostenrijk en werd hij derde in de Ronde van Vlaanderen in 1989. In 1990 werd hij samen met de Brit Sean Yates derde in de koppeltijdritwedstrijd Trofeo Baracchi.
Dag Otto Lauritzen deed namens Noorwegen mee aan de Olympische Spelen van 1984 in Los Angeles, aan de individuele wegwedstrijd. Hij werd derde, op 21 seconden van de winnaar, de Amerikaan Alexi Grewal.

## Belangrijkste overwinningen
1983
- Eindklassement Ringerike GP

1986
- 7e etappe Ronde van Zweden

1987
- Rund um den Henninger-Turm
- 2e en 3e etappe Redlands Bicycle Classic
- Eindklassement Redlands Bicycle Classic
- 14e etappe Ronde van Frankrijk

1989
- Eindklassement Tour DuPont

1990
- Noors kampioen op de weg, Elite

1991
- Eindklassement Ringerike GP

1992
- Eindklassement Ringerike GP
- Eindklassement Ronde van Noorwegen

1993
- 3e etappe Kellogg's Tour of Britain

## Resultaten in voornaamste wedstrijden
| Jaar | Ronde van Italië | Ronde van Frankrijk | Ronde van Spanje |
| ---- | ---------------- | ------------------- | ---------------- |
| 1986 |                  | 34e                 |                  |
| 1987 | opgave           | 39e (1)             |                  |
| 1988 |                  | 34e                 |                  |
| 1989 | 64e              | opgave              |                  |
| 1990 |                  | 56e                 |                  |
| 1991 |                  | opgave              |                  |
| 1992 |                  |                     |                  |
| 1993 |                  | 90e                 | 48e (1)          |
| 1994 |                  | 50e                 | 63e              |

| Jaar | Milaan-San Remo | Gent-Wevelgem | Ronde van Vlaanderen | Parijs-Roubaix | Amstel Gold Race | Luik-Bast.‑Luik | Ronde van Lombardije | Eschborn-Frankfurt | Waalse Pijl | Brabantse Pijl |  | WK op de weg |  | Wereldranglijsten |
| ---- | --------------- | ------------- | -------------------- | -------------- | ---------------- | --------------- | -------------------- | ------------------ | ----------- | -------------- |  | ------------ |  | ----------------- |
| 1986 |                 |               |                      |                |                  |                 |                      |                    |             |                |  | 25e          |  |                   |
| 1987 |                 | 87e           | 17e                  | 30e            | 15e              | 13e             |                      | Goud               | 7e          |                |  |              |  | 46e (SPP)         |
| 1988 | 46e             | 17e           | 32e                  | 33e            | 7e               | 29e             |                      | 9e                 | 28e         |                |  | 37e          |  |                   |
| 1989 | 52e             | 27e           | ↑                    |                | 13e              | 38e             |                      |                    | 23e         |                |  |              |  |                   |
| 1990 | 43e             |               |                      |                |                  |                 |                      |                    |             |                |  | 39e          |  |                   |
| 1991 |                 | 126e          |                      | 80e            | 43e              | 63e             | 34e                  | 23e                |             |                |  | 33e          |  |                   |
| 1992 | 14e             | 64e           | 34e                  | 55e            | 35e              | 16e             |                      |                    |             |                |  | 71e          |  |                   |
| 1993 | 47e             |               | 18e                  |                |                  | 60e             | 62e                  |                    | 33e         |                |  | 7e           |  |                   |
| 1994 | 49e             | 22e           | 51e                  | 36e            |                  | 63e             |                      |                    |             | 10e            |  | 30e          |  |                   |